# Biucens
Beucens (en francès Beaucens) és un municipi francès situat al departament dels Alts Pirineus i a la regió d'Occitània.

## Demografia
| 1962                                       | 1968 | 1975 | 1982 | 1990 | 1999 | 2007 |
| ------------------------------------------ | ---- | ---- | ---- | ---- | ---- | ---- |
| 234                                        | 247  | 244  | 249  | 309  | 350  | 454  |
| Des de 1962: població sense dobles comptes |      |      |      |      |      |      |

## Administració
| Període   | Identitat         | Partit |
| --------- | ----------------- | ------ |
| 1995-2001 | Claude Vielle     |        |
| 2001-2008 | Monique Arrode    |        |
| 2008      | Claude Bat        |        |
| 2008-     | Stéphanie Lacoste |        |